# Misanthropic Division
Misanthropic Division (транслит Мизантропик дивижн), также известная как Division Phoenix — международная (в основном российско-белорусско-украинская) ультраправая группа, с 2016 г. базирующаяся на Украине, которую описывают с одной стороны как военизированное формирование, а с другой как националистическое движение.
Она возникла в 2014 году для участия в протестах Евромайдана против правительства Виктора Януковича, а некоторые члены позже воевали вместе с батальоном Азов и ВСУ на Донбассе против поддерживаемых Россией сепаратистов и регулярных войск ВС РФ. Сообщалось, что отделения группы существуют и в других странах. По словам исследователя Натальи Юдиной, это нецентрализованная организация, у нее нет ни жесткой структуры, ни постоянных лидеров.
По данным проекта Стэнфордского университета Mapping Militants Project, к 2021 году группа отказалась от боевой деятельности, но оставалась активной в социальных сетях. По состоянию на 2022 год статус группы неясен, согласно The Intercept, который утверждает: «Трудно сказать, насколько она реальна и насколько велика».

## История

### Евромайдан
Формально группа возникла 31 октября 2014 года в Киеве для участия в протестах Евромайдана под эгидой Социал-национальной ассамблеи, хотя ее организация началась еще в 2013 году. Участвуя в Евромайдане 1 декабря 2013 года в Киеве, они одновременно принимали участие в конфликтах в Харькове и Одессе. Во время беспорядков в Харькове в 2014 году, которые переросли в вооруженные столкновения, они взяли на себя ответственность за убийство двух пророссийских оппонентов. В 2015 году газета Kyiv Post сообщила, что Misanthropic Division была создано как неформальная группа российскими бойцами, служащими в военном подразделении «Правого сектора».

### Российско-украинская война
После начала войны на востоке Украины некоторые члены группы участвовали на украинской стороне, группа имеет связи с батальоном «Азов». В октябре 2016 года люди, утверждающие, что принадлежат к группе, взяли на себя ответственность за убийство лидера сепаратистского батальона «Спарта» Арсена Павлова на видео, выпущенном из Донецкой области. Однако руководство группы отрицает свою ответственность и обвиняет человека по имени Дима Кравцов, члена Черниговской роты, в подделке видео.
17 июля 2015 года организация была признана экстремистской и её деятельность была запрещена на территории России по решению Красноярского краевого суда.

### Российское вторжение на Украину (2022)
После начала российского вторжения в Украину в 2022 году Misanthropic Division разместила в Telegram объявление для иностранных добровольцев, чтобы присоединиться к ним «для победы и Вальхаллы». Издание The Intercept сообщило, что украинский международный легион оплакивал в Facebook гибель в бою французского добровольца, который, как оказалось, был связан с Misanthropic Division, его также оплакивал Telegram-канал Misanthropic Division. Сообщая об этом, The Intercept подробно описал ряд неопределенностей относительно нынешней природы Misanthropic Division — включая степень её связи с полком «Азов», её размер и «насколько она реальна». Автор пишет: «Возможно, Misanthropic Division — это не реальное подразделение с лидером и субординацией, а извращенная военная клика, на которую может претендовать любой в интернете».

### Другие виды деятельности

Флаг движения Misanthropic Division, с их девизом «Töten für Wotan» (Убийство ради Вотана) и двумя Totenköpfe.

Украинский новостной сайт Zaxid.net утверждал в 2016 году, что Misanthropic Division имеет около 500—600 сторонников в Украине, примерно 1/3 из которых активно участвует в боевых действиях на Донбассе. Группа также имеет филиалы в нескольких других странах, включая Германию, Чехию, Испанию, Португалию, США и Беларусь.
Внутри Украины по состоянию на 2016 год существуют связи с полком «Азов», но отношения с «Правым сектором» со временем испортились: Misanthropic Division обвинило их в «еврейском коллаборационизме». Euromaidan Press сообщает, что они также критиковали их за принятие крымских татар, которых они объявляют «расово чуждыми элементами» для Украины. Кроме того, они поддерживают тесные связи с другими ультраправыми организациями по всему миру, включая немецкую партию «Третий путь», итальянскую CasaPound и британскую National Action.
По данным российского аналитического центра «СОВА», в начале 2016 года группа объявила о прекращении своей деятельности, но затем в августе объявила о своем возрождении. «СОВА» сообщила, что к 2017 году за брендом Misanthropic Division стояло «несколько автономных организаций и ячеек».
В 2015 году Misanthropic Division была признана в России экстремистской организацией и запрещена, а в 2016 году стало известно, что одному из членов группы было предъявлено обвинение в России и что в отношении других членов группы проводятся обыски.
Они взяли на себя ответственность за многочисленные столкновения с ЛГБТ-активистами в городе Львове.
В октябре 2019 года из группировки С14 была создана новая политическая партия под названием «Общество будущего». По словам соучредителя, эта партия была проектом нескольких групп из Украины, включая «Phoenix».

## Идеология
По данным проекта Стэнфордского университета Mapping Militants Project, Misanthropic Division — это нигилистическая неонацистская военизированная организация, идеологические взгляды которой схожи с движением «Азов». По словам руководства группы, конечной целью группы является полная независимость Украины как от России, так и от Европейского союза.
В 2015 году группа опубликовала заявление из 14 пунктов, в котором говорилось, что их целями являются прежде всего защита Украины в зоне антитеррористической операции и защита европейской расы, а также продвижение неоязычества и отказ от авраамической веры. Однако они также критиковали некоторые неоязыческие группы и движения за то, что те выступают против любого политического насилия.